# ファイティングアイズ
『ファイティングアイズ』（Fighting Eyes）は、ポニーキャニオンから1998年12月17日に発売された3D格闘ゲームである。

## 概要
3D対戦格闘に不要なジャンプを廃止し、パッドでの操作を前提にRボタンによるダッシュを実装など合理的なシステム設計を採用している。
タイミングよくガードボタンを押す事で相手の攻撃をはじき返すコンビネーションブレイクは初期状態ではガードボタン連打でも発生する程度に判定が甘いが、ガードゲージが減るとタイミングが厳しくなり、ガードボタン連打ではほとんど発生しなくなる。
いわゆる超必殺技となるバーストコマンドが上述ガードゲージを大きく削るものと、ライフを大きく削るものと2種類存在し、相手の体力が少ない状態でライフを削るバーストコマンドでKOするとKOされた側の「戦・意・喪・失」となり、ラウンド勝利数を問わずその試合は勝利となる。

## プレイヤーキャラクター
ランディー・スレイヤー（Lundy Slayer）
声 - 森川智之
様々な格闘大会に出ては優勝をしている格闘家。3年前にクラウス・シュナイダーに敗北し、その時にクラウスから投げつけられた黒い革手袋を着用している。
クラウスにリベンジするためにワールドファイターズに出場する。
MCビート（MC Beat）
声 - 二又一成
プロのラッパーを目指す青年。メジャーデビューを控える前にストリートファイトで金銭を稼いだことがばれてしまい、道を断たれてしまう。
しかし彼の才能を見抜いたレコード会社の社長から「世界規模の格闘大会に出場し、キミがその大会に優勝したらレコードデビューを約束しよう」と約束されワールドファイターズに出場することになる。
シンディー・フレアー（Cyndi Frere）
声 - 山田美穂
スポーツ番組で活躍するアイドルレポーター。家族旅行で起きた爆破テロによって母親と兄と生き別れになってしまい、そのショックで内向的な性格になってしまい父親から格闘技を習わせられる。
ある日、非公式に開催されている闇の格闘大会の噂から、星型のアザを持つファイターがいることを聞き、兄にも星型のアザがあった事を思いだす。兄が生きていると確信し様々な格闘大会に出場するが見つからず、ワールドファイターズを最後に兄の死を受け入れようと決意する。
氷室 光月(ひむろ こうげつ)（Kogetsu Himuro）
声 - 河合義雄
要人を裏で警護していた一族の青年の一人で、「手守足攻」と呼ばれる敵の攻撃を手で防御し、鍛え抜かれた足のみで攻撃するという格闘術の使い手。
若くして一族最強の座を手にするが、自身の生き方に疑問を感じ、一族と決別し賭け試合のファイターとなる。
最強と呼ばれるクラウス・シュナイダーの名を聞き、どんな手段を使ってでも彼と闘おうとするが、実現しなかった。
クラウスがワールドファイターズに出場すると聞き、彼も出場する。
ピエロ・マイスター（Pierrot Meister）
声 - 坂本千夏
とあるサーカスのピエロの少女。だが、サーカス団はロシア政府御用達のスパイ集団であり、弱冠11歳のピエロもまたその愛らしい容姿とは裏腹にスパイとして特殊訓練を受けたスパイの一人である。
ある日公演先の国で格闘グランプリを観覧、「ボクより強い人はいるのだろうか」と格闘大会への興味が募る。ワールドファイターズの噂を聞くと我慢が出来なくなりスパイとしての自覚もなく軽い気持ちでサーカスを抜け出し、大会にエントリーする。
リック・バイパー（Rick Viper）
声 - 長嶝高士
フランス外人部隊「レッドスネーク」隊に所属していた過去以外は謎に包まれている男。残虐な性格をしている。
隊解散後、殺し屋を経てマフィアの主催する賭け格闘のファイターになるが、氷室 光月に大敗した再起不能とまで呼ばれる重傷を負う。
敗北から2年、顔には醜い傷が残り、氷室への復讐心が募る。氷室が出場するというワールドファイターズの話を聞きつけ隊のトレードマークでもあったレッドベレーを被り大会へ出場する。
羅 炎帝（ルオ・ヤンディ）（Luo Yangdi）
声 - 宮田浩徳
拳法家の老人。若いころは武術の達人で人食い虎や山賊を退治するなど名が知られていた。「中国武術の歴史に名を残すような拳法をあみ出す」と言って表舞台から姿を消し、50年かけて「炎蛇昇天」という拳法を編み出したが、人々は自分が必要としない国になっていたことに嘆く。
ワールドファイターズの名を聞き、自分の拳法を試す場所を見つけた彼は大会に出場する。
エル・ラロ（El Raro）
声 - 瀧本富士子
とある南の島の部族「ラロ族」の酋長の娘。闘いの神を信奉するその部族は結婚を迎える男女が闘い男性が勝たなければ結婚が承認されない。
多くの若者が闘いを挑んだがエルに勝てる者は1人もおらず長老たちは頭を抱える事となった。エルは「島の外になら婿がいるかもしれない」と、婿探しの旅に出る。
四無畏（しむい）（Shimui）
声 - 田野恵
顔を布袋で覆い隠した謎の人物。年齢、性別、国籍、本名全て不明。判明しているのは四無畏という通称と流乱風雲拳なる流賀忍者の使う格闘術の使い手という事だけである。
ワールドファイターズへの出場理由も不明である。
KAEDE
隠しプレイヤーキャラクター。布袋を外した四無畏のキャラ名称。性別と名前は判明したが正体は不明である。
シャーク・パイレーツ（Shark Pirate）
声 - 長嶝高士
海賊の血を引くプロレスラー。自身が強すぎるため、カードを組まれなくなり熊、ライオン、鮫、などの動物と戦い圧勝した経験がある。
ワールドファイターズの話を聞きつけ、強い人間との戦いに喜びを爆発させる。
ファントム（Phantom）
声 - 高木渉
7歳の頃にインドの密林を彷徨っていたところを僧侶に助けられ、僧侶に連れられてきた密教の地で無敵の格闘術“幻影の拳”を学ぶ。子供の頃のことは記憶に無いのか語りたくないのか、何故密林を彷徨っていたのかは誰も知らない。
最強を求めるクラウス・シュナイダーが最強の座を求め、密教の地へと現れファントムの幻影の拳の師匠と壮絶な死闘を繰り広げ、その結果師匠は命を落とす。
幻影の拳を身に着けたファントムはクラウスを全世界の観衆が見守る中復讐を遂げるため、ワールドファイターズへの出場を決意する。
クラウス・シュナイダー（Klaus Schneider）
声 - 山野井仁
「史上最強の覇者」と呼ばれている格闘家。幼いころテロによって両親を亡くしたところをある武術家に引き取られ、同じくその武術家に引き取られた紅流楓とともに修業に励む。
師匠を超える力を身に着けたクラウスは強い者と戦いたいという己の心に怯えるが、最強の座が欲しいという欲望に逆らえず、自身が狂った時には楓には自分を止めるよう言葉を残し、師匠のもとを離れる。
自分以外に最強と呼ばれる氷室 光月と闘うためにワールドファイターズに出場する。